# Захоплення повітряного судна
Незаконне захоплення повітряного судна (повітряне піратство) — заволодіння повітряним судном окремою особою або групою осіб, що створює загрозу життю пасажирів і екіпажу повітряного судна.

На відміну від захоплення наземного або водного транспортного засобу з метою крадіжки цінного вантажу, літаки досить часто захоплюють для взяття пасажирів в заручники або втечі з країни. При цьому в разі захоплення заручників злочинці можуть, наприклад, вимагати викупу, домагатися звільнення ув'язнених спільників або прагнути привернути увагу громадськості до тягот життя в певному регіоні.